# Universidade Federal de Mato Grosso do Sul
A Universidade Federal de Mato Grosso do Sul (UFMS) é uma instituição de ensino superior pública federal brasileira, tem campi instalados em nove cidades do interior: Aquidauana, Chapadão do Sul, Corumbá, Coxim, Naviraí, Nova Andradina, Paranaíba, Ponta Porã e Três Lagoas, o que contribui para descentralizar o ensino para atender à demanda de várias regiões do estado. O campus principal e a sede administrativa da UFMS compõem a Cidade Universitária, localizada em Campo Grande, capital de Mato Grosso do Sul.
Tornando-se o campus de Campo Grande como centro de um círculo hipotético, a UFMS abrange uma área geográfico-educacional com raio de mais de 500 km, atingindo cerca de cem municípios e incluindo estados e países vizinhos, tais como Paraguai e Bolívia, de onde se origina parte de seus alunos-convênio.
A UFMS possui cursos de graduação e pós-graduação, ambos presenciais e a distância. Os cursos de pós-graduação englobam os cursos de especialização e os programas de mestrado e doutorado.
Visando ultrapassar os objetivos essenciais de aprimoramento do ensino e estímulo às atividades de pesquisa e de extensão, a UFMS vem participando do ensino e da preservação dos recursos naturais do meio ambiente, especialmente da fauna e flora do Pantanal, região onde está inserida, e que motiva estudos e pesquisas ecológicas na instituição.

## Histórico

### Origem
A UFMS teve sua origem em 1962, com a criação da Faculdade de Farmácia e Odontologia, em Campo Grande, que seria o embrião do ensino superior público no sul do então estado de Mato Grosso.
Durante a década de 1960, a ditadura brasileira tinha planos de financiar universidades federais em cada capital estadual. Porém, a população sul mato-grossense não teria acesso a eles, o que ajudou a fortalecer o movimento separatista e fez com que o ex-governador do estado, Pedro Pedrossian, passasse a planejar a criação da Universidade Estadual de Mato Grosso, em Campo Grande.
Em 26 de julho de 1966, através da Lei nº 2.620, esses cursos foram absorvidos com a criação do Instituto de Ciências Biológicas de Campo Grande, que reformulou a estrutura anterior, instituiu departamentos e criou o curso de Medicina.
O Governo de Estado de Mato Grosso, em 1967, criou em Corumbá o Instituto Superior de Pedagogia e, em Três Lagoas, o Instituto de Ciências Humanas e Letras, ampliando assim a rede pública estadual de ensino superior.
Integrando os institutos de Campo Grande, Corumbá e Três Lagoas, a Lei Estadual nº 2.947, de 16 de setembro de 1969, criou a Universidade Estadual de Mato Grosso (UEMT). Pouco depois, com a Lei Estadual nº 2.972, de 2 de janeiro de 1970, foram criados e incorporados à UEMT os Centros Pedagógicos de Corumbá, Três Lagoas e Dourados.
Em 1977, o estado de Mato Grosso foi dividido em dois pelo ex-presidente Ernesto Geisel. Portanto, a Universidade Estadual de Mato Grosso passou a estar localizada principalmente em cidades que pertenciam ao Mato Grosso do Sul. Para resolver esse problema, o governo federal criou a Universidade Federal de Mato Grosso do Sul, com campus principal em Campo Grande, a nova capital do estado. Assim, a Universidade Federal de Mato Grosso do Sul, como é hoje, foi oficialmente criada em 1979, pela lei nº 6.674, [4] promulgada pelo ex-presidente João Figueiredo.
Com a divisão do estado de Mato Grosso, foi concretizada a federalização da instituição que passou a denominar-se Fundação Universidade Federal de Mato Grosso do Sul, pela Lei Federal nº 6.674, de 05.07.1979. O então Centro Pedagógico de Rondonópolis, sediado em Rondonópolis (MT), passou a integrar a Universidade Federal de Mato Grosso (UFMT).
Em 2005 o campus de Dourados (CPDO) é desmembrado para dar origem à Universidade Federal da Grande Dourados com a sua instalação ocorrida em 01.01.2006, de acordo com a Lei nº 11.153, de 29.07.2005.
Nos anos entre 2008 e 2010, foram criados o campus de Chapadão do Sul, Nova Andradina e as Faculdade de Direito e Computação, o campus de Bonito(desativado em 2018), Naviraí e a Ponta Porã.
Em 16 de abril de 2013, o antigo Centro de Ciências Exatas e Tecnologia (CCET) é desmembrado criando-se a Faculdade de Engenharias, Arquitetura e Urbanismo e Geografia (FAENG) e os Institutos de Física (INFI), Matemática (INMA) e Química (INQUI) implantados no mês seguinte.
Em 2014, foi criado um curso de Medicina em Três Lagoas.

### Cronologia
- 1962 - criado a Faculdade de Farmácia e Odontologia de Campo Grande;

- 1966 - criado o Instituto de Ciências Biológicas de Campo Grande;
- 1967 - criado o Instituto Superior de Pedagogia em Corumbá e o Instituto de Ciências Humanas e Letras em Três Lagoas;
- 1969 - as duas instituições isoladas de Campo Grande passam a compor a então criada Universidade Estadual de Mato Grosso (UEMT);
- 1970 - as instituições de Corumbá, Três Lagoas, Aquidauana e Dourados são incorporadas à UEMT;
- 1979 - com a divisão do Estado de Mato Grosso a instituição passa a se chamar Universidade Federal de Mato Grosso do Sul (UFMS);
- 2001 - criado o campus de Coxim e Paranaíba ;
- 2005 - é desmembrado o campus de Dourados (CPDO) para se tornar a Universidade Federal da Grande Dourados (UFGD);
- 2008 - criado o campus de Chapadão do Sul ;
- 2009 - criado o campus de Nova Andradina e as Faculdades de Direito e Computação ;
- 2010 - criado os campus de Bonito , Naviraí e Ponta Porã ;
- 2013 - criado a Faculdade de Engenharias, Arquitetura e Urbanismo e Geografia (FAENG) e os Institutos de Física (INFI), Matemática (INMA) e Química (INQUI);
- 2014 - criado um curso de Medicina em Três Lagoas;
- 2018 - desativado o campus de Bonito .

## A UFMS Hoje
Em 2008, foi criada a Faculdade de Direito - FADIR, por meio da Resolução nº 99/2008 do Conselho Universitário (COUN), de 10/11/2008, sendo implementada pela Resolução nº 69/2009/COUN, de 09/10/2009.
Em 2016, foi implantado o Programa de Pós-Graduação Stricto sensu com o curso de Mestrado Acadêmico em Direito, com área de concentração em Direitos Humanos, consolidando o compromisso firmado no Plano de Desenvolvimento Institucional (2010-2014) e constituindo-se como um mecanismo de fortalecimento do ensino, pesquisa e extensão da Faculdade de Direito, além de suprir a carência de um Programa de Mestrado em Direito na região, voltado ao estudo e aplicação do direito às peculiaridades regionais do Estado de Mato Grosso do Sul (MS).
O programa foi reconhecido pela Coordenação de Aperfeiçoamento de Pessoal de Nível Superior na 157ª Reunião CTC-ES/CAPES (24 a 26 de março de 2015) com o conceito 3, revelando a importância da atividade para o mundo acadêmico.
E, desde setembro de 2017, foi iniciado o Programa de Doutorado Interinstitucional, entre a Faculdade de Direito da UFMS e a Faculdade de Direito da Universidade de São Paulo, em decorrência dos bons índices alcançados pelo Programa de Mestrado.
Em 2015, é criado a Escola de Administração e Negócios (ESAN) sendo desmembrada do (CCHS). Posteriormente, em 2017, os antigos Centros Centro de Ciências Humanas e Sociais (CCHS) e Centro de Ciências Biológicas e da Saúde (CCBS) foram desmembrados em: Faculdade de Artes, Letras e Comunicação (FAALC), Faculdade de Ciências Farmacêuticas, Alimentos e Nutrição (FACFAN), Faculdade de Ciências Humanas (FACH), Faculdade de Educação (FAED), Instituto de Biociências (INBIO) e Instituto Integrado de Saúde (INISA).
Há ainda a proposta de criação da Universidade Federal do Pantanal (UFPAN) com sede em Corumbá absorvendo o atual Campus do Pantanal (CPAN) e, também, a criação da Universidade Federal do Bolsão (UFB) com sede em Três Lagoas absorvendo os atuais Campus de Paranaíba e Campus I e II de Três Lagoas, todos também parte da UFMS hoje.
Segundo a avaliação do IGC - Índice Geral de Cursos, criado pelo MEC, a UFMS é a melhor universidade de Mato Grosso do Sul em 2018, com conceito 4, que vai de 1 até 5.
A nível nacional, em 2019, a UFMS esteve entre as 50 melhores universidades do país, na 41ª posição no Ranking Universitário da Folha de S.Paulo nas quais são avaliados ensino, pesquisa, mercado, inovação e internacionalização.
A UFMS aparece no World University Ranking 2021 ocupando a 29ª posição, na faixa de 10.3 a 25, em 1001+, e entre as 52 instituições brasileiras listadas. Na edição anterior, 2019-2020, a UFMS estava na 49ª posição, sendo a única instituição de ensino do Estado de Mato Grosso do Sul nesse ranking. Para o reitor Marcelo Turine, a classificação da UFMS no ranking internacional é uma demonstração clara do trabalho realizado por toda a comunidade universitária, e de todas as suas referências de pesquisa, citação, internacionalização e indústria/transferência de Conhecimento. “Estamos felizes por termos essa visibilidade e reconhecimento. É um desafio a Universidade se manter entre as melhores do mundo. Isso nos motiva e nos enche de orgulho”, afirmou.
A Universidade ocupa a 6ª posição no ranking de maior representatividade no número de alunos deficientes do Brasil, de acordo com dados do Censo da Educação Superior, divulgados pelo Ministério da Educação, em 2020.

### Internacionalização
Como parte de projeto de internacionalização, a Faculdade de Direito da UFMS firmou Acordo de Cooperação com a Università degli Studi di Camerino (UNICAM) - Scuola di Giurisprudenza que proporcionará a dupla diplomação dos alunos, como Bacharel em Direito no Brasil e como Dottore Magistrale in Giurisprudenza na Itália. A Universidade de Camerino, localizada na comuna italiana de mesmo nome, é uma das mais antigas instituições de ensino superior da Itália e uma das 25 mais antigas do mundo, criada em 1336.
A instituição também possui Acordos de Cooperação de outros projetos importantes de internacionalização, como o projeto Cidadania e Cultura, que promove um intercâmbio entre alunos e professores da Universidade de Washington, UFMS e UCDB; a mobilidade acadêmica com a Universidade do Porto; bem como a cooperação acadêmica entre a UFMS e as instituições Complutense de Madrid e Salamanca, na Espanha e a Universidade Portucalense Infante Dom Henrique, em Portugal.

### Observatório sobre violência contra a mulher
Projeto criado a partir de um Acordo de Cooperação entre a Universidade Federal de Mato Grosso do Sul e a SEMMU/Prefeitura Municipal de Campo Grande para implantar o Observatório sobre a Violência contra a Mulher na Faculdade de Direito - Fadir/UFMS, que integra gestores, acadêmicos e comunidade em geral no desenvolvimento de ações de prevenção e análise de dados a respeito da violência contra a mulher e seu enfrentamento na Casa da Mulher Brasileira em Campo Grande.

## Organização
As Universidades Públicas no Brasil, em especial aquelas vinculadas ao Sistema Federal, adotam um modelo organizacional que se caracteriza por muitas similaridades em que predominam as decisões de Órgãos Colegiados. No caso da UFMS, a administração central se dá pela Reitoria que é o órgão executivo que administra, dirigindo, coordenando e superintendendo todas as atividades universitárias.
A Reitoria funciona como órgão executivo da administração central e apoia-se numa estrutura organizacional composta pela Vice-reitoria, o Gabinete do Reitor, a Assessoria de Comunicação Social (ACS), a Procuradoria Jurídica (PROJUR), a Auditoria Interna (AI), a Coordenadoria dos Órgãos Colegiados (COC), a Pró-Reitoria de Administração e Infraestrutura (PROADI), a Pró-Reitoria de Ensino de Graduação (PROGRAD), a Pró-Reitoria de Pesquisa, Pós-Graduação e Inovação (PROPP), a Pró-Reitoria de Assistência Estudantil (PROAES), a Pró-Reitoria de Extensão, Cultura e Esportes (PROECE), a Pró-Reitoria de Planejamento e Orçamento (PROPLAN), a Pró-Reitoria de Gestão de Pessoas (PROGEP) e a Pró-Reitoria de Infraestrutura (PROINFRA).
O cargo de Reitor(a) é exercido por um(a) professor(a) nomeado(a) na forma da lei, para executar as decisões dos órgãos colegiados superiores da Universidade Conselho Universitário (COUN); Conselho Diretor (CD), e Câmaras de Ensino, de Pesquisa e Pós-graduação e de Extensão'. O Reitor (a) responde administrativamente e juridicamente por todos os atos no âmbito da Instituição. Isso inclui o ordenamento de despesas sendo responsável perante o MEC e o Tribunal de Contas da União por gerir o terceiro maior orçamento do Estado. O Reitor é responsável também por aproximar a Universidade da comunidade, por meio de convênios e parcerias com outros órgãos e instituições.
A UFMS já teve como reitores João Pereira da Rosa (1970-1978), Edgard Zardo (1979-1984), Jair Soares Madureira (1984-1988), Fauze Scaff Gattass Filho (1988-1992), Celso Vitório Pierezan (1992-1996), Jorge João Chacha (1996-2000), Manoel Catarino Paes Peró (2000-2008), Célia Maria Silva Correa Oliveira (2008-2016) e Marcelo Augusto Santos Turine (2016-atualmente).

### Patrimônio
A principal estrutura da UFMS se encontra na Cidade Universitária, localizada na capital de Mato Grosso do Sul, Campo Grande. Há ainda, onze unidades setoriais: Escola de Administração e Negócios (ESAN), Faculdade de Artes, Letras e Comunicação (FAALC), Faculdade de Ciências Farmacêuticas, Alimentos e Nutrição (FACFAN), Faculdade de Ciências Humanas (FACH), Faculdade de Computação (FACOM), Faculdade de Direito (FADIR), Faculdade de Educação (FAED), Faculdade de Engenharias, Arquitetura e Urbanismo e Geografia (FAENG), Faculdade de Medicina (FAMED), Faculdade de Medicina Veterinária e Zootecnia (FAMEZ), Faculdade de Odontologia (FAODO), Instituto de Biociências (INBIO), Instituto de Física (INFI), Instituto Integrado de Saúde (INISA), Instituto de Matemática (INMA) e Instituto de Química (INQUI). Sendo unidades de saúde isoladas: o Hospital Universitário Maria Aparecida Predossian (HUMAP) e o Hospital Veterinário da UFMS. Ademais, vale relembrar que, a UFMS mantém os campi em Aquidauana (CPAQ), Chapadão do Sul (CPCS), Corumbá (CPAN), Coxim (CPCX),Naviraí (CPNV),Nova Andradina (CPNA),Paranaíba (CPAR), Ponta Porã (CPPP) e Três Lagoas (CPTL).

### Ex-alunos notáveis
Egrégios nomes já passaram pelas salas de aula da UFMS, dentre eles: Luiz Henrique Mandetta, especializado em ortopedia pela nossa federal, e ex-Ministro da Saúde (2019-2020); Wellington Fagundes, médico veterinário formado em 1980, eleito Senador pelo estado de Mato Grosso em 2015; Luiz Alberto Ovando, formado na UFMS em 1975, eleito deputado federal pelo Mato Grosso do Sul em 2018; Neiva Guedes, bióloga formada pela universidade em 1987, especialista em meio ambiente e conservação de espécies; a senadora e ex-Ministra-Chefe da Casa Civil, Gleisi Hoffmann, que cursou MBA em Gestão de Organizações Públicas entre 1999 e 2002; a deputada federal Camila Jara; os ilustradores e jornalistas Marina Duarte e Norberto Liberator, ambos fundadores da Revista Badaró e pioneiros do jornalismo em quadrinhos no Brasil; dentre outros.

### Ex-professores notáveis
Professores de renome nacional e internacional já compuseram o corpo docente da UFMS, destacando-se na Faculdade de Direito os Desembargadores aposentados do Tribunal de Justiça do Estado de Mato Grosso do Sul, Luiz Carlos Santini e Jorge Eustácio da Silva Frias, o Professor Leonardo Martins, Doutor em Direito Constitucional e que possui oito pós-doutoramentos na Alemanha, pela Alexander-von-Humboldt-Stiftung, AVH e Deutscher Akademischer Austaurschdienst, DAAD, o Deputado Federal Fábio Trad dentre outros.

## Bibliotecas
O sistema de bibliotecas da UFMS é regido pela Coordenadoria Biblioteca Central (CBC) localizado em Campo Grande, subordinado a Pró-reitoria de Ensino e Graduação (PROGRAD) com bibliotecas setoriais em todos os campus do interior do estado. O acervo está disponível para consulta na internet através do sistema Pergamum, desenvolvido pela PUC-PR e PUC-Rio, acessível de qualquer computador dentro e fora da instituição onde é possível, também, fazer auto empréstimo, reservar livros, salas de estudo dentre outros serviços.
As bibliotecas são de livre acesso ao público, não estando restritos à comunidade acadêmica, entretanto, há limitação no que tange ao empréstimo de materiais bibliográficos destinados apenas aos usuários vinculados à UFMS.
Serviços
A biblioteca da UFMS disponibiliza inúmeros serviços, tais como: Catálogo Online - Pergamum para a consulta ao acervo do Sistema de Bibliotecas da UFMS, renovação e reserva de materiais; Bases de Dados On-line possibilitando acessar sites nacionais e internacionais para pesquisas científicas de todas as áreas do conhecimento; Cadastro na Biblioteca para acesso a empréstimo domiciliar de materiais bibliográficos e/ou audiovisuais; Agendamento para atendimento de realização de empréstimo ou devolução de materiais nas Bibliotecas da UFMS durante o período de pandemia da Covid-19; Repositório Institucional para acessar à produção acadêmico-científica produzida e publicada por discentes e docentes pesquisadores da UFMS; Periódicos - CAPES para acesso à publicações científicas nacionais e internacionais de todas as áreas do conhecimento, mediante a plataforma CAFe, para acesso remoto; Portal de Revistas que reúne as publicações periódicas da UFMS; Livros Eletrônicos para consulta de livros on-line de diferentes áreas do conhecimento.

## Hospital Universitário Maria Aparecida Pedrossian (HUMAP)[26]
O Hospital Universitário Maria Aparecida Pedrossian (HUMAP) foi inaugurado em 1971 para oferecer suporte ao curso de Medicina da então Universidade Estadual de Mato Grosso (UEMT). Contudo, devido à falta de recursos, o Hospital foi fechado logo em seguida, sendo reaberto no dia 03 de abril de 1975.
A federalização da instituição, que, só então, passou a ser denominada Fundação Universidade Federal de Mato Grosso do Sul, foi concretizada com a divisão do estado, por meio da Lei Federal nº 6.674, de 5 de julho de 1979.
Ocupa uma área de 35.350m2, sendo 28.300m2 de área construída que engloba Ambulatórios de Especialidades, Centro Cirúrgico, Centro Obstétrico, CTIs Adulto e Pediátrico, UTI Neonatal, além de Unidade Coronariana (UCO), Pronto Atendimento Médico (PAM), Diagnóstico por Imagem, Serviço de Radiologia, Banco de Leite Materno, Hemodiálise e conta com residência médica em 20 especialidades, portanto, é vanguarda na pesquisa e na extensão na área de saúde, contribuindo com a formação de profissionais altamente especializados.
Em 18 dezembro de 2013, o Humap passou a ser administrado pela Empresa Brasileira de Serviços Hospitalares (Ebserh), vinculada ao Ministério da Educação, sendo o atendimento completamente gratuito e integrado à rede do Sistema Único de Saúde (SUS). Atualmente, o hospital atende todo o estado de Mato Grosso do Sul, contando com 232 leitos, e é referência no atendimento a maternidade de alto risco, no atendimento aos portadores de HIV e doenças infectocontagiosas e no tratamento de problemas cardiovasculares, além de atuar na terapia renal, diagnose, hemodiálise e neurologia.
No começo de 2020 o hospital ganhou um prêmio muito importante da Controladoria-Geral da União (CGU), que fez uma pesquisa nacional e acabou selecionando o Humap como o segundo colocado entre hospitais que mais satisfazem o usuário e apresentam resolutividade. Ademais, o hospital universitário foi classificado em terceiro lugar, em nível nacional, como uma instituição de boas práticas de ouvidoria.

## Mídia
Além de notícias internas publicadas pelo Jornal da UFMS, a instituição presta serviço a comunidade através da Editora da UFMS com uma loja na Cidade Universitária de Campo Grande e a TVU, transmitido no canal 14 pela TV a Cabo NET ou pelo site na internet. Em fevereiro de 2012, a reitora assinou o termo de cessão para explorar a rádio FM Educativa.

## REUNI
A UFMS, desde 2010 passa por um processo de reestruturação financiados com verbas do REUNI. Além de ampliar o número de vagas, a universidade se expande abrindo novos cursos, ampliando a infraestrutura física com novas salas de aula, construindo novos campi no interior do estado, novos laboratórios e revitalizando a sua existente infraestrutura como quadras, Complexo Aquático, dentre outros.

## Formas de ingresso
Desde 2010, a UFMS adota o SISU como forma de ingresso na instituição, com exceção dos cursos de Artes Visuais, Arquitetura e Urbanismo e Música onde se manteve o tradicional vestibular com prova de habilidades específicas. Até 2012, a universidade não tinha aderido ao sistema de cotas raciais, porém o SISU 2012 já aderiu a nova regra disponibilizando 10% das vagas para indígenas, pretos, pardos e alunos provindos de escolas públicas.
Em 2016 houve mudanças nos processos seletivos da Instituição com a reintrodução do vestibular, em 2018, e com a realização do (PASSE) - Programa de Avaliação Seriada Seletiva com a primeira edição no triênio 2017-2019. Em 2021, excepcionalmente, a UFMS não aceitará o ENEM como forma de ingresso, visto que isso poderia interferir no calendário acadêmico, devido à pandemia do coronavírus (COVID-19). Dessa maneira, as vagas estão destinadas somente ao PASSE e vestibular. A banca organizadora do processo seletivo é a FAPEC.
Além do Sisu, Vestibular e PASSE, há outras formas de ingresso como transferência externa e movimentação interna (entre os campi da UFMS), portador de diploma, vagas para refugiados.
Os acessos aos programas de pós-graduação stricto sensu, em mestrados e doutorados, a exemplo do que ocorre em outras Instituições de Ensino Superior (IES) no Brasil, é possível através de editais específicos, tanto para discentes regulares quanto especiais, de acordo com a Resolução n.º 165, de 03 de setembro de 2019.

## Ensino a distância
A Educação a Distância teve seu início, na UFMS, em 1991, por meio de grupos específicos como o GAECIM- Grupo de Apoio ao Ensino de Ciências e Matemáticas do 1ºGrau, constituído por professores de diversos departamentos.
O GAECIM, na época, tinha como objetivo criar um grupo interdisciplinar de apoio aos professores da rede pública de Mato Grosso do Sul, para a formação continuada, nas áreas de ciências e matemática, a distância, por correspondência e e-mails.
A partir de 2000, a UFMS passou a compor o consórcio de universidades UNIREDE. No ano de 2001 por meio da Portaria MEC nº 2113, de 10 de setembro de 2001, foi credenciada para o oferecimento de Cursos de Graduação e Pós-Graduação a Distância
Atualmente a UFMS em parceria com a CAPES/UAB  e SECAD oferece cursos de Graduação, formação continuada e pós-graduação, nos seguintes municípios de Mato Grosso do Sul: Água Clara, Bataguassu, Camapuã, Campo Grande, Chapadão do Sul, Costa Rica, Coronel Sapucaia, Dois Irmãos do Buriti, Jardim, Miranda, Paranhos, Porto Murtinho, Ribas do Rio Pardo, Rio Brilhante, São Gabriel do Oeste.
A oferta também ocorre em alguns municípios dos estados do Paraná e São Paulo:  Apiaí - SP, Igarapava - SP, Cidade Gaúcha - PR,  Cruzeiro do Oeste - PR,  Nova Londrina - PR,  Paranavaí - PR  e  Siqueira Campos - PR.
Em virtude da pandemia de Covid-19, a UFMS encontra-se, desde 17 de março de 2020, no Ensino Remoto de Emergência (ERE), no qual as atividades de ensino, pesquisa e extensão estão sendo desenvolvidas, exclusivamente, com ferramentas didáticas online, de forma síncrona e assíncrona, em conformidade com a Portaria Nº 964-RTR/UFMS, de 09 de novembro de 2020, e com o Plano de Biossegurança, disposto na Resolução n.º 204, de 04 de outubro de 2021. De acordo com o calendário acadêmico de 2022, as atividades devem retornar presencialmente, nos ensinos de graduação e de pós-graduação, a partir de 07 de março, conforme estabelece a Resolução n.º 135, de 15 de outubro de 2021.

## Auxílios estudantis
São mecanismos para propiciar a permanência na instituição de ensino, observadas as condições socioeconômicas dos discentes.
- Auxílio Permanência: é ofertado um valor mensal de R$ 400,00 reais com o intuito de subsidiar despesas com os estudos e promover a permanência dos alunos, evitando o aumento do índice de evasão.
- Auxílio Alimentação: apoio mensal de R$ 250,00 para atender necessidades alimentícias dos discentes.
- Auxílio Creche: é concedido o valor de R$ 150,00 para os alunos do curso de graduação que sejam pais ou responsáveis por crianças de até 5 anos de idade, sendo requisito aos matriculados em cursos diurnos, a comprovação da situação de aguardo de vaga em centros de educação infantil no município em que é efetiva sua matrícula.
- Auxílio Moradia: é um apoio financeiro mensal de R$ 400,00 para subsidiar despesas com moradia.
- Auxilio a Participação em Eventos: é ofertado valor proporcional, concedida aos discentes que visam participação em eventos científicos fora da sede do Campus onde está matriculado, com intuito de apresentação de trabalho.
- Auxílio Instrumental Pedagógico: é um recurso com interesse de propiciar um conjunto de materiais e instrumentos imprescindíveis para a aprendizagem, assistindo às disciplinas cursadas.
- Auxílio Emergencial: É um repasse financeiro correspondente ao valor vigente do auxílio permanência para discentes prioritariamente ingressantes com alto risco de evasão e oriundos, preferencialmente, de cidade distinta da localização do Campus no qual está matriculado, com duração de até três meses, podendo ser renovada uma única vez.
- Bolsa de Extensão: com a intenção de conciliar o ensino, pesquisa e extensão, intermediando interações entre atividades da Universidade e outros setores da sociedade.
- Bolsa Promissaes: o projeto chamado Milton Santos de Acesso ao Ensino Superior fomenta a cooperação de pesquisa técnica-científica e cultural entre o Brasil e outros países. Os principais parceiros são países de origem africana.

## Bases de Estudos do Pantanal
A Coordenadoria de Pesquisa/CPQ está subordinada administrativa e tecnicamente à Pró-Reitoria de Pesquisa e Pós-Graduação(PROPP). A CPQ é o órgão responsável pela coordenação, orientação, acompanhamento e avaliação das atividades de pesquisa da Universidade.
Considerando os princípios que norteiam a Política Institucional de Pesquisa e Pós-Graduação, a CPQ/PROPP tem por objetivos gerais:
1. Apoiar as atividades de pesquisa na UFMS em todas as áreas do conhecimento.
2. Aumentar a visibilidade da pesquisa produzida na UFMS.
3. Contribuir para a criação de instalações adequadas para o desenvolvimento de pesquisas na UFMS.

Dentre diversos projetos de pesquisa da UFMS, tem como destaque a Base de Estudos do Pantanal.
Desde a criação da Universidade Federal de Mato Grosso do Sul, em 1979, pesquisadores entendiam que o Pantanal era um dos ambientes mais importantes para estudos no estado de Mato Grosso do Sul. Além disso, essa região apresentava grande dificuldade de acesso e locomoção, o que justificava plenamente a criação de um posto avançado de apoio aos pesquisadores que desenvolviam atividades científicas naquela área.
Desta forma, em 1987 a UFMS obteve a doação de uma área de 21,5 hectares da Fazenda São Bento, localizada na margem direita do Rio Miranda, na região denominada “Passo do Lontra” (entre os pantanais do Miranda e Abobral), em área correspondente a 21,5 hectares, no município de Corumbá – MS. município de Corumbá - MS. Ainda nesse ano, foi iniciado tanto o projeto para a construção da BEP, como para o acesso ao local, a partir da Rodovia MS-184. No início da década de noventa, a BEP entrou em operação.
A área construída da BEP corresponde a 1.371,63m². Apresenta a seguinte infraestrutura:  alojamentos (com capacidade para 48 pessoas), cozinha, refeitório, despensa, lavanderia; sala de reuniões, sala de TV, anfiteatro, telefone, internet; casa de máquinas com gerador de energia, energia elétrica rural, Laboratório de Biologia Geral, Laboratório de Recursos Pesqueiros; Laboratório de Geoprocessamento, Laboratório de Informática; Ambulatório médico/odontológico e laboratorial para atendimento da população local; água potável (poço tubular); sistema de coleta e tratamento de esgoto; três veículos (Toyota Bandeirantes, Marruá, trator); sete embarcações (barcos de alumínio), uma lancha Marajó; torre de observação (20m de altura).  A BEP está subordinada administrativamente à Coordenadoria de Estudos do Pantanal/PROPP, setor responsável pela autorização para uso da estrutura da BEP.
O órgão responsável pela administração e funcionamento da Base de Estudos do Pantanal da Universidade Federal de Mato Grosso do Sul (BEP/UFMS) é a Coordenadoria de Estudos do Pantanal (CEP/PROPP).

#### Vias de acesso à BEP
- O acesso Campo Grande/MS – BEP se dá por meio da BR 262, por 300km de rodovia pavimentada, mais 12km pela rodovia MS 184, não pavimentada.
- O acesso Corumbá/MS – BEP se dá por meio da BR 262, por 120km de rodovia pavimentada, mais os 12km da rodovia MS 184.
- Outra possibilidade de acesso à BEP é por intermédio de pequenas aeronaves, que utilizam os campos de pouso das propriedades rurais vizinhas.

#### Atividades desenvolvidas na BEP
As atividades desenvolvidas na BEP são de ensino, extensão e pesquisa. O ensino de graduação consta de programas de aulas práticas de campo dos cursos da UFMS. Na Pós-graduação a Base de Estudos do Pantanal tornou-se de fundamental importância para as atividades de campo e desenvolvimento dos projetos de dissertação e de tese. Os projetos de extensão consistem de cursos e treinamento de pessoal nas diferentes áreas do conhecimento relativos ao Pantanal.

Alguns desses projetos fazem parte de convênios da UFMS com outras Instituições brasileiras e do exterior. Os projetos a serem desenvolvidos na BEP devem ser aprovados pelos órgãos competentes da UFMS.